# Břidličná (stacja kolejowa)
Břidličná – stacja kolejowa w Břidličnej pod adresem Nádražní 160, w kraju morawsko-śląskim, w Czechach. Znajduje się na wysokości 530 m n.p.m. i leży na linii kolejowej nr 311.